# Hyde Park (hrabstwo Dutchess)
Hyde Park – jednostka osadnicza w Stanach Zjednoczonych, w stanie Nowy Jork, w hrabstwie Dutchess.